# Olimpiai himnusz
Az Olimpiai himnusz (görögül: Ολυμπιακός Ύμνος, Olympiakós Ýmnos) egy kórusmű, melynek zenéjét a görög Szpiridon Szamarasz írta a görög költő, Kosztisz Palamasz szövegére. 

## Története
A két szerzőt a Nemzetközi Olimpiai Bizottság első elnöke Demetriosz Vikelasz kérte fel a mű megírására. A himnuszt az 1896-os athéni olimpia megnyitóünnepségén adták elő először. A következő olimpiákon minden házigazda saját szerzői által írt kompozíciót adott elő olimpiai himnuszként. A Szamarasz és Palamasz által szerzett himnuszt csak 1958-ban Tokióban megtartott 54. ülésén ismerte el a Nemzetközi Olimpiai Bizottság az olimpia hivatalos himnuszaként. Hivatalos himnuszként első alkalommal 1960-ban adták elő az olimpiai játékok megnyitó- és záróünnepségén.

## Szöveg

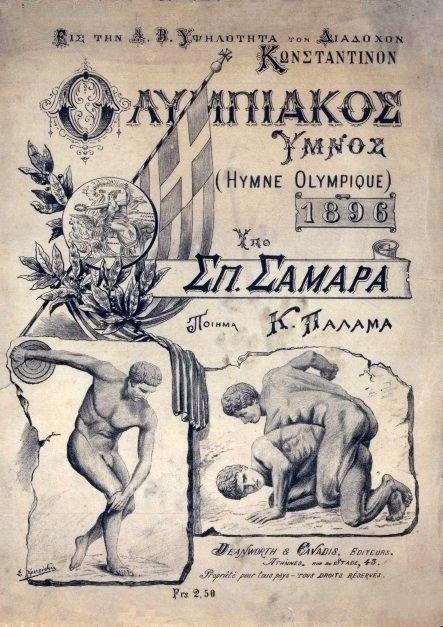
Az Olimpiai himnusz 1896-os címlapja

### Az eredeti görög betűs vers
Αρχαίο Πνεύμα αθάνατο, αγνέ πατέρα
του ωραίου, του μεγάλου και του αληθινού,
Κατέβα, φανερώσου κι άστραψε εδώ πέρα
στη δόξα της δικής σου γης και τ' ουρανού.
 
Στο δρόμο και στο πάλεμα και στο λιθάρι
Στων ευγενών αγώνων λάμψε την ορμή
Και με το αμάραντο στεφάνωσε κλωνάρι
και σιδερένιο πλάσε και άξιο το κορμί. (δις)
 
Κάμποι, βουνά και θάλασσες φέγγουνε μαζί σου
σαν ένας λευκοπόρφυρος μέγας ναός.
Και τρέχει στο ναό εδώ προσκυνητής σου (δις)
Αρχαίο Πνεύμα αθάνατο, κάθε λαός. (δις)

### Latin betűs átírása
Arkhéo Pnévma athánato, aghné patéra
tou oréou, tou meghálou ke tou alithinoú
Katéva, fanerósou ki ástrapse edhó péra
sti dhóksa tis dhikís sou ghis kai t'ouranoú.
 
Sto dhrómo ke sto pálema kai sto lithári
Ston evghenón aghónon lámpse tin ormí.
Ke me to amáranto stefánose klonári
kai sidherénio pláse ke áksio to kormí. (twice)
 
Kámpi, vouná ke thálasses féngoune mazí sou
san énas lefkopórfyros méghas naós
Ke trékhi sto naó edhó proskynitís sou (twice)
Arkhéo Pnévma athánato, káthe laós. (twice)

### Magyar "nyers" fordítás
(irodalmi fordítás szükséges!)
Ó ősi halhatatlan szellem
Szépség, nagyság és igazság igaz atyja
Égi és földi dicsőségedben szállj közénk
Mutasd meg magad és gyújts fényt e helyen
 
Ragyogd be fényeddel
A futás, birkózás és hajítás nemes küzdelmeit
Koronázd hervadhatatlan ággal
Tedd a testet méltóvá és acélossá (kétszer)
 
Ragyogjanak veled síkságok és hegyek
Mint nagy fehér és bíbor templomok
Templomodhoz siettek zarándokaid (kétszer)
Ó halhatatlan szellem, minden nemzetek! (kétszer)

## Fordítás
- Ez a szócikk részben vagy egészben  az   Olympic Hymn című angol Wikipédia-szócikk ezen változatának fordításán alapul.  Az eredeti cikk szerkesztőit annak laptörténete sorolja fel. Ez a jelzés csupán a megfogalmazás eredetét és a szerzői jogokat jelzi, nem szolgál a cikkben szereplő információk forrásmegjelöléseként.